# کینهورن
کینهورن (به لاتین: Kinhorn) یک کوه در سوئیس است که در کانتون وله واقع شده‌است. کینهورن ۳٬۷۵۰ متر بالاتر از سطح دریا واقع شده‌است.